# اعجر (السبرة)

تعديل مصدري - تعديل

اعجر محلة تابعة لقرية الصيحار، التابعة لعزلة بلادالجماعي بمديرية السبرة إحدى مديريات محافظة إب في الجمهورية اليمنية.، بلغ تعداد سكانها 43 حسب تعداد اليمن لعام 2004.